# Euxoa anarmodia
Euxoa anarmodia är en fjärilsart som beskrevs av Otto Staudinger 1897. Euxoa anarmodia ingår i släktet Euxoa och familjen nattflyn. Inga underarter finns listade i Catalogue of Life.